# Bintulu
Bintulu là một thành phố ven biển và là thủ phủ của quận Bintulu thuộc Hạt Bintulu của bang Sarawak, Malaysia. Thành phố cách Kuching khoảng 650 km và cách Sibu, Miri khoảng 215 km.
Một số tàn dư của rừng mưa nhiệt đới vẫn hiện diện gần Bintulu mặc dù có những tác động mạnh của ngành khai thác gỗ và khai hoang để trồng trọt, chủ yế là cọ dầu và các loại cây để sản xuất giấy. Bintulu là một trung tâm công nghiệp chính. Khu vực cảng của thành phố nằm tại Kidurong, phía đông của trung tâm thành phố và có Khu phức hợp khí thiên nhiên hóa lỏng của Petronas, hiện là nơi sản xuất khí thiên nhiên hóa lỏng lớn nhất thế giới nếu tính theo một địa điểm, với sản lượng trung bình 23 tỉ tấn mỗi năm. Thành phố về mặt địa lý nằm giữa quãng đường từ Kuching đến Kota Kinabalu. Bintulu cũng là một trung tâm du lịch.

## Khí hậu
| Dữ liệu khí hậu của Bintulu              | Dữ liệu khí hậu của Bintulu | Dữ liệu khí hậu của Bintulu | Dữ liệu khí hậu của Bintulu | Dữ liệu khí hậu của Bintulu | Dữ liệu khí hậu của Bintulu | Dữ liệu khí hậu của Bintulu | Dữ liệu khí hậu của Bintulu | Dữ liệu khí hậu của Bintulu | Dữ liệu khí hậu của Bintulu | Dữ liệu khí hậu của Bintulu | Dữ liệu khí hậu của Bintulu | Dữ liệu khí hậu của Bintulu | Dữ liệu khí hậu của Bintulu |
| Tháng                                    | 1                           | 2                           | 3                           | 4                           | 5                           | 6                           | 7                           | 8                           | 9                           | 10                          | 11                          | 12                          | Năm                         |
| ---------------------------------------- | --------------------------- | --------------------------- | --------------------------- | --------------------------- | --------------------------- | --------------------------- | --------------------------- | --------------------------- | --------------------------- | --------------------------- | --------------------------- | --------------------------- | --------------------------- |
| Trung bình ngày tối đa °C (°F)           | 29.5 (85.1)                 | 29.8 (85.6)                 | 30.4 (86.7)                 | 31.2 (88.2)                 | 31.6 (88.9)                 | 31.7 (89.1)                 | 31.4 (88.5)                 | 31.4 (88.5)                 | 31.0 (87.8)                 | 30.9 (87.6)                 | 30.6 (87.1)                 | 30.2 (86.4)                 | 30.8 (87.4)                 |
| Trung bình ngày °C (°F)                  | 25.9 (78.6)                 | 26.1 (79.0)                 | 26.6 (79.9)                 | 27.0 (80.6)                 | 27.2 (81.0)                 | 27.1 (80.8)                 | 26.7 (80.1)                 | 26.8 (80.2)                 | 26.6 (79.9)                 | 26.6 (79.9)                 | 26.3 (79.3)                 | 26.2 (79.2)                 | 26.6 (79.9)                 |
| Tối thiểu trung bình ngày °C (°F)        | 23.1 (73.6)                 | 23.3 (73.9)                 | 23.5 (74.3)                 | 23.7 (74.7)                 | 23.8 (74.8)                 | 23.5 (74.3)                 | 23.2 (73.8)                 | 23.3 (73.9)                 | 23.3 (73.9)                 | 23.4 (74.1)                 | 23.2 (73.8)                 | 23.2 (73.8)                 | 23.4 (74.1)                 |
| Lượng Giáng thủy trung bình mm (inches)  | 445.8 (17.55)               | 237.9 (9.37)                | 268.7 (10.58)               | 244.8 (9.64)                | 242.4 (9.54)                | 256.4 (10.09)               | 254.3 (10.01)               | 290.3 (11.43)               | 295.7 (11.64)               | 335.5 (13.21)               | 427.0 (16.81)               | 450.6 (17.74)               | 3.749,4 (147.61)            |
| Số ngày giáng thủy trung bình (≥ 1.0 mm) | 19                          | 14                          | 15                          | 15                          | 13                          | 12                          | 14                          | 15                          | 16                          | 18                          | 20                          | 21                          | 192                         |
| Số giờ nắng trung bình tháng             | 142.1                       | 151.0                       | 178.1                       | 192.9                       | 204.3                       | 201.3                       | 203.5                       | 186.7                       | 171.2                       | 171.2                       | 164.8                       | 163.6                       | 2.130,7                     |
| Nguồn: NOAA                              |                             |                             |                             |                             |                             |                             |                             |                             |                             |                             |                             |                             |                             |